# Tadeo Marcucci
Pour les articles homonymes, voir Marcucci.
Tadeo Marcucci né le 3 mai 2001, est un joueur argentin de hockey sur gazon. Il évolue au poste de milieu de terrain à Lomas et avec l'équipe nationale argentine.

## Biographie
Sa sœur Valentina Marcucci est elle aussi une joueuse de hockey sur gazon argentine.

## Carrière
- Débuts en U21 en novembre 2021 pour la coupe du monde U21 2021.
- Débuts en équipe première le 16 avril 2022 contre la France à Buenos Aires dans le cadre de la Ligue professionnelle 2021-2022[2].

## Palmarès
- : 1er à la coupe du monde des moins de 21 ans en 2021[3].
- : 1er aux Jeux sud-américains 2022.